# Ibrahim Dossey
Ibrahim Dossey, född den 24 november 1972 i Accra, död 9 december 2008 i Bukarest, Rumänien var en ghanansk fotbollsspelare som tog OS-brons i herrfotbollsturneringen vid de olympiska sommarspelen 1992 i Barcelona. 